# Uvertira
Uvertira (iz francuskog ouverture, otvaranje) u glazbi je izvorno bila instrumentalni uvod u balet, operu ili oratorij u 17. stoljeću. Tijekom ranog romantizma, skladatelji poput Beethovena i Mendelssohna skladali su uvertire koje su bile neovisna instrumentalna odnosno programska djela koja su prethodila glazbenim oblicima poput simfonijske pjesme.

## Povijest

### 17. stoljeće
Ideja instrumentalnog uvoda za operu nastala je tijekom 17. stoljeća. Opera Euridice Jacopa Perija započinje kratkim instrumentalnim ritornellom, Monteverdijeva opera Orfej (L'Orfeo, 1607.) otvara se toccatom, u ovom slučaju fanfarama za prigušene trube. Važniji je ipak bio prolog, koji se sastojao od otpjevanog dijaloga alegorijskih likova koji su tako najavili teme prikazanih priča.

### Francuska uvertira
Kao glazbeni oblik, francuska uvertira prvo se pojavljuje u dvorskim baletima i operama Jeana-Baptiste Lullyja, koje je razradio iz sličnog, dvodijelnog oblika nazvanog Ouverture, pronađenog u francuskim baletima de cour (ballet de cour) već 1640-ih. Ovakva francuska uvertira sastojala se od sporog uvoda s istaknutim punktiranim ritmom, praćenog živahnim pokretom u stilu fuge. Uvertira je često praćena nizom plesnih melodija prije nego što se zastor podigne, a često bi se vraćala slijedeći Prolog da uvede akciju pravilno. Ovaj stil uvertira također je bio korišten u engleskom operi, poglavito u operi "Didona i Eneja" Henryja Purcella. Njegen karakteristični ritmički profil i funkcija doveli su do francuskog stila uvertire kakav je pronađen u djelima kasnobaroknih skladatelja kao što su Johann Sebastian Bach, Georg Friedrich Händel i Georg Philipp Telemann. Stil se najčešće koristi u preludijima i suitama, a može se naći i u insceniranim vokalnim djelima poput kantata, na primjer u uvodnom zboru Bachove kantate "Nun komm, der Heiden Heiland, BWV 61". Handel također koristi francuski stil uvertira u nekim svojim talijanskim operama, primjerice u operi "Julije Cezar" (Giulio Cesare).

## Talijanska uvertira
U Italiji je poseban oblik nazvan "uvertira" nastao 1680-ih, a posebno se istaknuo u operama Alessandra Scarlattija. Ovaj se oblik proširio i cijelom Europom zamijenivši francuski oblik kao standardne operne uvertire do sredine 18. stoljeća. Njegov uobičajeni oblik nalazi se u tri općenito homofona stavka: brzi – spori – brzi. Prvi stavak obično je bio u dvodobnoj mjeri i u duru. Drugi, spori stavak u ranijim primjerima obično je bio prilično kratak, te je najčešće bio u kontrastnom tonalitetu. Zaključni, treći stavak, bio je plesni i najčešće s ritmovima gigue ili menueta, te se vratio tonalitetu početnog stavka. Kako se forma razvijala, prvi je stavak često uključivao elemente fanfara i poprimao obrazac takozvanog sonatinskog oblika (sonatni oblik bez tzv. provedbe), dok je drugi stavak postao je prošireniji i lirski. Talijanske uvertire često su se odvajale od njihovih opera i izvodile kao neovisne koncertne skladbe. U tom su kontekstu one postale važne u ranoj povijesti simfonije.

### 18. stoljeće
Prije 18. stoljeća, simfonija i uvertira bile su kao oblik gotovo iste, te se ne bi razlikovale ako bi se uvertire izdvojile iz opera i izvodile kao samostalna instrumentalna djela, dok bi se simfonije izvodile prije opere kao uvertira. Nakon što je opera seria (ozbiljna opera) reformirana, uvertira se počela uvelike razlikovati od simfonije, a skladatelji su počeli dramatično i emotivno povezivati sadržaj uvertira sa svojim operama. Uvertira bi sadržavala elemente same opere,  prateći reformsku ideologiju kojom glazba i svi drugi elementi na pozornicama služe za poboljšanje zapleta. Tipičan primjer takvih uvertira bila je La Magnifique, autora André Ernesta Modeste Grétryja, u kojoj je glazbeno citirano nekoliko arija.

### Opera 19. stoljeća
U operi 19. stoljeća uvertira, Vorspiel, Einleitung, Introduction ili kako se god još može nazvati, općenito nije ništa drugo do li glazba koja se odvija prije podizanja zastora. Vorspiel Richarda Wagnera za operu Lohengrin kratki je samostalni stavak utemeljen na glazbi Grala. U talijanskoj operi nakon oko 1800. "uvertira" je postala poznata kao sinfonia. Fisher također primjećuje da je pojam Sinfonia avanti l'opera (doslovno: "simfonija prije opere") bio "rani izraz za sinfoniju koja se koristila za početak opere, tj. kao uvertira".

## Koncertna uvertira

### Početkom 19. stoljeća
Iako su se do kraja osamnaestog stoljeća operne uvertire već počele izvoditi kao zasebni stavci u koncertnoj dvorani, "koncertna uvertira" kao samostalno koncertno djelo neovisno od scenskih izvedba i općenito temeljeno na nekoj književnoj temi, počela se pojavljivati već početkom romantizma. Carl Maria von Weber napisao je dvije koncertne uvertire, Der Beherrscher der Geister ('Vladar duhova', 1811., reviziju uvertira za svoju nedovršenu operu Rübezahl iz 1805.) i Jubel-Ouvertüre ('Jubilarna uvertira', 1818., inkorporirajući himnu God Save the King u njenom vrhuncu). Ipak, uvertira Ein Sommernachtstraum Felixa Mendelssohna (1826.) općenito se smatra prvom koncertnom uvertirom. Ostali Mendelssohnovi doprinosi ovom obliku uključuju njegove uvertire Meeresstille und glückliche Fahrt (1828), Die Hebriden (1830; poznata i kao Fingalova špilja), Die schöne Melusine (Lijepa Melusina, 1834.) i Ruy Blas (1839.). Ostale zapažene rane koncertne uvertire skladao je Hector Berlioz (npr. Les Francs juges (1826.) i Le corsaire (1828.)).

### Kasnije u 19. stoljeću
U 1850-im koncertnu je uvertiru zamijenila simfonijska pjesma, oblik koji je osmislio Franz Liszt u nekoliko djela koja su započela kao dramatične uvertire. Razlika između dva žanra bila je sloboda oblikovanja glazbene forme prema vanjskim programskim zahtjevima. Simfonijska pjesma postala je preferirani oblik za "naprednije" skladatelje, poput Césara Francka, Camillea Saint-Saënsa, Richarda Straussa, Aleksandra Scriabina i Arnolda Schoenberga, dok su konzervativniji skladatelji poput Antona Rubinsteina, Čajkovskog, Johannesa Brahmsa, Roberta Schumanna i Arthura Sullivana ostali vjerni uvertirama. U doba kad je simfonijska pjesma već postala popularna, Brahms je napisao svoju Svečanu akademsku uvertiru (op. 80) i Tragičnu uvertiru (op. 81). Primjer očitog utjecaja simfonijske pjesme kao oblika na uvertiru jest Uvertira 1812. Petra Iljiča Čajkovskog (op. 49., 1880.). Njegova jednako poznata Romeo i Julija također je klasificirana kao uvertira-fantazija.

### 20. stoljeće
U europskoj glazbi nakon 1900., tipičan primjer činjenice kako uvertira počinje imati vezu s tradicionalnim oblicima je Svečana uvertira Dmitrija Šostakoviča (op. 96, 1954.), podjeljena u dva povezana dijela: "Allegretto" i "Presto". Velika, velika uvertira (A grand, grand overture) Malcolma Arnolda (op. 57; 1956.), također jedan od primjera uvertire 20. stoljeća, parodija je na temu uvertira s prijelaza 19. na 20. stoljeće skladana za veliki orkestar s orguljama, proširenom sekcijom limenih puhača i obveznim dionicama za četiri puške, tri Hooverova usisivača i jedan električni čistač podova, a posvećena je američkom predsjedniku H. C. Hooveru.

## Vanjske poveznice

### Sestrinski projekti
|  | Zajednički poslužitelj ima još gradiva o temi uvertire |

### Mrežna mjesta
- LZMK / Proleksis enciklopedija: uvertira